# 新地和海梅省
新地和海梅省（芬蘭語：Uudenmaan ja Hämeen lääni），是1634—1809年瑞典帝國在芬兰设置的一个省份。其最初的范围大致为现今的新地区、坎塔海梅區、派耶特海梅区和中芬蘭區。

## 历史
1640至1648年间该省份曾短暂分成新地省和海梅省。1775年该省份的范围做了重大调整，北部地区（今中芬兰区）划至瓦薩省，同时图尔库和波里省中大部分为现今皮尔坎马区的区域划至本省。
1809年瑞典据弗雷德里克港和约将其从托尔讷河以东所有芬兰领土割让给俄国。该省在芬兰大公国内继续存在。1831年该省分成新地省和海梅省。

## 地图
|  |  |  |